# Анавак, Джек
Джек Анавак (англ. Jack Anawak) — канадский политик, член либеральной партии Канады. Член палаты общин Канады в 1988—1993 годах. Переходный комиссар Нунавута (до создания территории в 1999 году). Считается одним из основателей Канадской конфедерации.

## Биография
Родители Джека Анавака, Донат и Маргарет Анавак, не могли воспитывать сына, живя традиционным инуитским укладом, и в одномесячном возрасте он был усыновлён Лионелем Анготингоаром и Филиппой Пиова, дядей и тётей. Из-за смерти приёмной матери Анавак пошёл в школу только в 11 лет. Он обучался в Честерфилд-Инлет, а после восьмого класса вернулся в Репалс-Бей. Он снова покинул Родину через два года, уехав на заработки в Рэнкин-Инлет, где он одно время работал в Компании Гудзонова залива. В 1973 году он вернулся, чтобы проводить больше времени с семьёй. Известно, что два брата Джека Анавака покончили жизнь самоубийством.
В это же время Анавак начал свою политическую карьеру. Он получил место в совете общины Репалс-Бей и из-за своей активной позиции был приглашён в Inuit Tapirisat of Canada. Анавак оставался в совете до 1981 года, когда он снова переехал в Рэнкин-Инлет.
В 1988 году Анавак выиграл федеральные выборы в Нунатсиаке (в настоящее время округ Нунавут), представляя либеральную партию. Он представлял в парламенте министерство по делам индейцев и Севера и был известен частыми высказываниями на языке инуктитут в палате общин.
После подписания акта о Нунавуте в 1993 году Анавак стал переходным комиссаром новой территории. На выборах в первое законодательное собрание Нунавута он представлял северный Рэнкин-Инлет. 5 марта 1999 года Джек Анавак проиграл выборы премьер-министра Нунавута Полу Окалику. В 2008 году Анавак был вычеркнут из списка кандидатов в законодательное собрание территории. Указанная причина — то, что он не провёл последние 12 месяцев на территории Нунавута — была оспорена Анаваком в суде. Аналогичная ситуация произошла и на следующих выборах в декабре 2009 года.